# L'Oréal
L'Oréal é  empresa multinacional francesa de cosméticos com sede em Clichy. Fundada em 1909 por Eugène Schueller, é especializada em produtos para cabelos (xampus e colorações), perfumes, protetores solares e produtos dermatológicos.

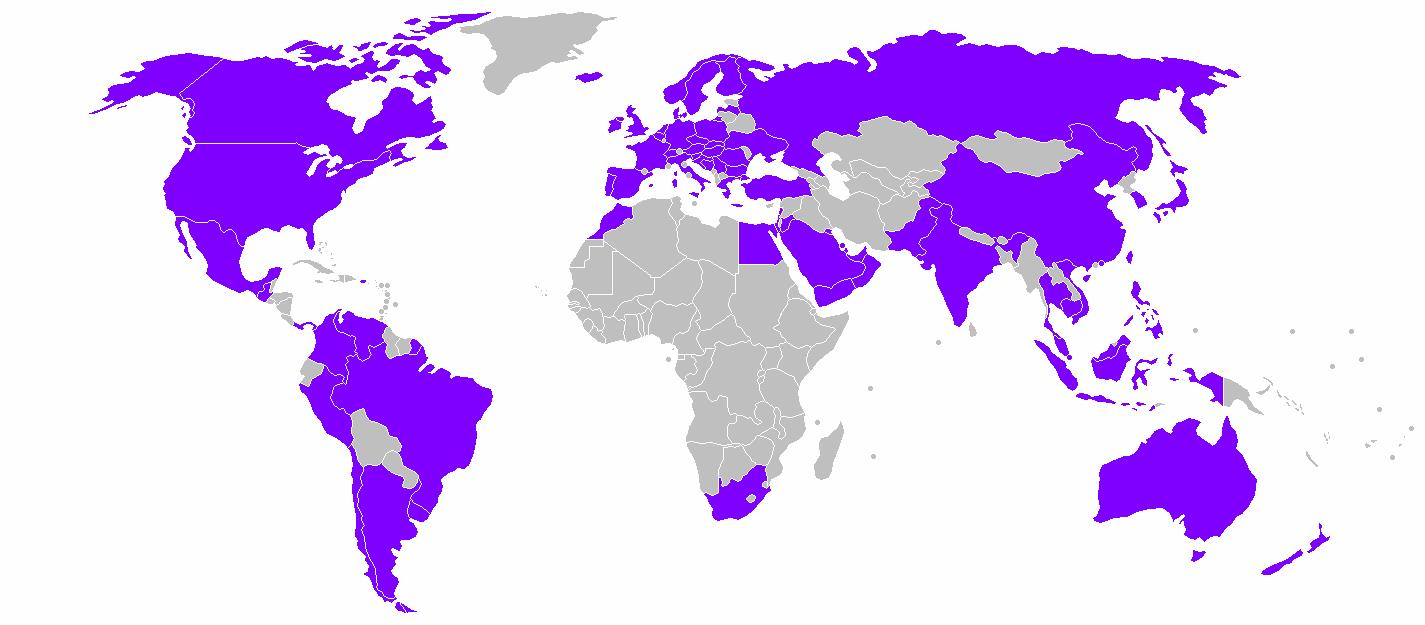
Presença mundial da L'Oréal

Atuando em 130 países, a L'Oréal é líder global em cosméticos. Com uma faturação de mais de 14 bilhões de euros em 2003, possui 290 subsidiárias, 42 fábricas e mais de 67 mil funcionários de 100 nacionalidades diferentes. Em 2017, a marca L'Oréal Paris foi avaliada em 24,533 bilhões de dólares, sendo considerada a 3ª marca francesa mais valiosa, segundo o ranking BrandZ.
Os principais mercados da L'Oréal são os Estados Unidos, França, China, Alemanha e o Brasil.
Promove anualmente os Prêmios L'Oréal-UNESCO para mulheres em ciência.

## Brasil
A L'Oréal ingressou no Brasil em 1939, quando o primeiro agente comercial da empresa, o francês Maurice Bélières, chegou ao Rio de Janeiro criando a empresa Maurice Bélières e Cia Ltda. Vinte anos depois, a empresa francesa decidiu se instalar no país. Em 1969, a L'Oréal inaugurou no Rio de Janeiro sua primeira fábrica brasileira, com então uma superfície de 1.200m² e 16 funcionários.
Hoje, a L'Oréal conta com aproximadamente 2 mil funcionários divididos entre a sede no Rio de Janeiro, a filial em São Paulo, a central de distribuição de produtos (CDL), duas fábricas – localizadas no Rio de Janeiro e em São Paulo – e a força de vendas espalhada por todo o país. Só as duas fábricas ocupam juntas uma superfície de mais de 60.000m² de área construída.
As atividades no país concentram-se em quatro divisões que englobam as seguintes marcas:
1. Divisão de Produtos de Grande Público: L'Oréal Paris (Elseve, Elvive, Elnett, Studio Line, Ombrelle, Body Expertise, Dermo Expertise, Kids, Men Expert...), Garnier (Fructis, Ambre Solaire, Skin Naturals...) e Maybelline, Gemey, Colorama, Niely.
2. Divisão de Produtos Profissionais: L'Oréal Professionnel, Kérastase, Redken, Matrix e Essie (esmaltes para uso profissional);
3. Divisão de Produtos de Luxo: Lancôme, Urban Decay, Kiehl's Helena Rubinstein, Biotherm, Diesel, Ralph Lauren, Giorgio Armani, Cacharel, Paloma Picasso, Guy Laroche, Viktor & Rolf, Oscar de la Renta e Yves Saint Laurent;[8]
4. Divisão de Cosmética Ativa: Vichy, La Roche-Posay, Innéov, CeraVe, Roger & Gallet e SkinCeuticals.

Os produtos são distribuídos seletivamente em todos os canais de distribuição varejista: supermercados, farmácias, perfumarias, salões de beleza, lojas de departamento,além de lojas duty-free.
O atual diretor executivo (CEO) da L'Oréal no Brasil é Marcelo Zimet, o primeiro brasileiro a ocupar tal posição.